# Опитне хозяйство
О́питне хозя́йство (рос. Опытное хозяйство, башк. Тәжрибә хужалығы) — присілок (у минулому селище) у складі Уфимського району Башкортостану, Росія. Входить до складу Красноярської сільської ради.
Населення — 149 осіб (2010; 160 у 2002).
Національний склад:
- татари — 47 %
- росіяни — 38 %